# Trzy metry ponad ziemią
Trzy metry ponad ziemią – trzeci album zespołu Poluzjanci, wydany przez wydawnictwo Penguin Records 21 października 2011. Wydany po roku od drugiego albumu – Druga płyta.
Utwory zostały zarejestrowane w studiu Łukasza Błasińskiego oraz studiu Splendor i Sława Marcina Górnego. Miks wykonał Marcin Górny w studiu Splendor i Sława.
Wszystkie teksty napisał Janusz Onufrowicz, kompozytorami muzyki są Kuba Badach i Grzegorz Jabłoński. Pierwszym singlem jest utwór tytułowy – Trzy metry ponad ziemią.
W 2012 album nominowany został do Nagrody Akademii Fonograficznej „Fryderyk” w kategorii album roku pop.

## Skład
Źródło:
- Kuba Badach – wokal
- Grzegorz Jabłoński – instrumenty klawiszowe
- Marcin Górny – instrumenty klawiszowe
- Piotr Żaczek – gitara basowa, gitara basowa bezprogowa, labendek[4]
- Przemysław Maciołek – gitary
- Robert Luty – perkusja, instrumenty perkusyjne

### Dodatkowo
- Łukasz Błasiński, Marcin Górny – realizacja nagrań
- Marcin Górny – miks
- Artur Dobrowolski – projekt i opracowanie graficzne
- Krzysztof Opaliński, Dorota Szelezińska – zdjęcia
- Janusz Onufrowicz – opieka parararalalablablalna[4]

## Lista utworów
| 1.  | Trzy metry ponad ziemią                        | 6:15  |
|     | muz. Kuba Badach, sł. Janusz Onufrowicz        |       |
| 2.  | Galaktyczny                                    | 4:20  |
|     | muz. Grzegorz Jabłoński, sł. Janusz Onufrowicz |       |
| 3.  | Taki pan                                       | 5:11  |
|     | muz. Kuba Badach, sł. Janusz Onufrowicz        |       |
| 4.  | Miejski                                        | 3:24  |
|     | muz. Grzegorz Jabłoński, sł. Janusz Onufrowicz |       |
| 5.  | Dwa na dwa                                     | 3:36  |
|     | muz. Grzegorz Jabłoński, sł. Janusz Onufrowicz |       |
| 6.  | Lepiej milcz                                   | 5:05  |
|     | muz. Kuba Badach, sł. Janusz Onufrowicz        |       |
| 7.  | Seryjny grzech                                 | 3:36  |
|     | muz. Grzegorz Jabłoński, sł. Janusz Onufrowicz |       |
| 8.  | Na ostrzu noża                                 | 3:32  |
|     | muz. Kuba Badach, sł. Janusz Onufrowicz        |       |
| 9.  | Czarno-biały                                   | 4:09  |
|     | muz. Kuba Badach, sł. Janusz Onufrowicz        |       |
| 10. | Wbrew sobie                                    | 4:12  |
|     | muz. Kuba Badach, sł. Janusz Onufrowicz        |       |
| 11. | Zamykam oczy                                   | 5:47  |
|     | muz. Grzegorz Jabłoński, sł. Janusz Onufrowicz |       |
|     |                                                | 49:07 |
|     |                                                |       |

## Sprzedaż
| Lista | Kraj   | Pozycja |
| ----- | ------ | ------- |
| OLiS  | Polska | 7       |